# Гаевка (Смолинская поселковая община)
Гаевка (укр. Гаївка; до 2016 года — Ленина) — село в Смолинской поселковой общине Новоукраинского района Кировоградской области Украины.
До 2020 года входило в Маловисковский район.
Население по переписи 2001 года составляло 289 человек. Почтовый индекс — 26211. Телефонный код — 5258. Код КОАТУУ — 3523182401.

## История
Верстах в 7 к северу от Хмелевого стоит волостное с. Эрделиевка (жителей более 600 душ), при котором находится имение Эрделевка Я. Е. Эрдели площадью 1.800 дес., из которых 1.600 составляют пашню. Система полевого хозяйства простая зерновая с трехпольным севооборотом; на особом участке практикуется травосеяние. В хозяйстве существует плодовый сад, производится искусственное лесонасаждение, имеется паровая мукомольная мельница, перемалывающая как экономический хлеб, так и привозной крестьянский; в имении производятся метеорологические наблюдения, результаты которых сообщаются на метеорологическую станцию в Елисаветграде.